# Lac Cliff (Californie)
Pour les articles homonymes, voir Lac Cliff.
Le lac Cliff (en anglais : Cliff Lake) est un lac américain dans le comté de Shasta, en Californie. Il est situé à 2 240 mètres d'altitude au sein de la Lassen Volcanic Wilderness, dans le parc national volcanique de Lassen.